# 東北方面会計隊
東北方面会計隊（とうほくほうめんかいけいたい、JGSDF North Eastern Army Finance Service）は、陸上自衛隊仙台駐屯地（宮城県仙台市宮城野区）に隊本部が駐屯する東北方面隊直轄の会計科部隊である。

## 概要
隊長は1等陸佐（二）が充てられ、方面隊全般の会計業務および、方面隊管内に分散配置されて、それぞれの駐屯部隊に対する会計業務を任務とする。

## 沿革
- 1960年（昭和35年）1月14日：東北方面会計隊が仙台駐屯地に新編。
- 2015年（平成27年）3月26日：東北方面会計隊の改編に伴い、第378（郡山駐屯地）・第389（岩手駐屯地）・第390（大和駐屯地）・第399（霞目駐屯地）・第427（弘前駐屯地）会計隊が廃止、派遣隊が設置される[1]。
- 2021年（令和03年）3月18日：第384会計隊岩手派遣隊（岩手駐屯地）を第389会計隊に改編[2][3]。

## 部隊編成
- 東北方面会計隊本部「東北会-本」（仙台駐屯地）
- 第380会計隊「380会」（青森駐屯地）
  - 弘前派遣隊「380会」（弘前駐屯地）
- 第381会計隊「381会」（多賀城駐屯地）
  - 大和派遣隊「381会」（大和駐屯地）
- 第383会計隊「383会」（秋田駐屯地）
- 第384会計隊「384会」（八戸駐屯地）
- 第387会計隊「387会」（福島駐屯地） 
  - 郡山派遣隊「387会」（郡山駐屯地）
- 第389会計隊「389会」（岩手駐屯地）
- 第401会計隊「401会」（神町駐屯地）
- 第416会計隊「416会」（船岡駐屯地）
  - 霞目派遣隊「416会」（霞目駐屯地）

## 主要幹部
| 官職名           | 階級          | 氏名     | 補職発令日     | 前職                             |
| ---------------- | ------------- | -------- | -------------- | -------------------------------- |
| 東北方面会計隊長 | 1等陸佐（二） | 河野誠司 | 2023年08月01日 | 陸上幕僚監部監理部会計課予算班長 |

| 代 | 氏名                   | 在職期間                                                    | 前職                                    | 後職                                  |
| -- | ---------------------- | ----------------------------------------------------------- | --------------------------------------- | ------------------------------------- |
| 01 | 松田幸雄 （2等陸佐）   | 1960年01月14日 - 1961年02月28日                             |                                         | 東北方面総監部会計課長                |
| 02 | 加藤英雄 （2等陸佐）   | 1961年03月01日 - 1962年07月01日                             | 陸上幕僚監部第1部勤務                   | 東北方面総監部勤務                    |
| 03 | 五十嵐敏夫 （2等陸佐） | 1962年07月02日 - 1964年12月09日                             | 西部方面会計隊長                        | 中部方面総監部会計課長                |
| 04 | 本田徹                 | 1964年12月10日 - 1967年03月15日 ※1967年01月01日 1等陸佐昇任 | 東部方面総監部会計課勤務 （2等陸佐）    | 東部方面会計隊長                      |
| 05 | 岩本貢 （2等陸佐）     | 1967年03月16日 - 1969年03月16日                             | 陸上自衛隊施設補給処調達会計部長        | 東北方面総監部付                      |
| 06 | 龍神一夫               | 1969年03月17日 - 1972年03月15日 ※1972年01月01日 1等陸佐昇任 | 陸上自衛隊業務学校 （2等陸佐）          | 陸上自衛隊会計監査隊 東部方面分遣隊長 |
| 07 | 蓼沼貞雄               | 1972年03月16日 - 1973年07月15日 ※1973年07月01日 1等陸佐昇任 | 陸上自衛隊富士学校勤務 （2等陸佐）      | 陸上自衛隊会計監査隊 東北方面分遣隊長 |
| 08 | 佐藤秀雄               | 1973年07月16日 - 1975年03月16日 ※1975年01月01日 1等陸佐昇任 | 東北方面会計隊副隊長 （2等陸佐）        | 東北方面総監部会計課長                |
| 09 | 藤田弘道 （2等陸佐）   | 1975年03月17日 - 1977年03月15日                             | 陸上幕僚監部会計課主計班長              | 東部方面会計隊長                      |
| 10 | 田中三郎               | 1977年03月16日 - 1978年07月31日                             | 人事教育局勤務                          | 第1教育団本部勤務                     |
| 11 | 和田陽一郎             | 1978年08月01日 - 1981年03月15日 ※1981年01月01日 1等陸佐昇任 | 東北方面会計隊副隊長 （2等陸佐）        | 陸上自衛隊会計監査隊 中部方面分遣隊長 |
| 12 | 坂本輝彌               | 1981年03月16日 - 1983年07月31日 ※1983年07月01日 1等陸佐昇任 | 陸上自衛隊施設補給処調達会計部長        | 陸上自衛隊会計監査隊 第1監査科長      |
| 13 | 青木稔                 | 1983年08月01日 - 1985年08月07日 ※1984年01月01日 1等陸佐昇任 | 東北方面総監部勤務                      | 陸上幕僚監部人事部厚生課給与班長      |
| 14 | 藤原節雄               | 1987年03月16日 - 1989年04月01日                             | 陸上幕僚監部監理部会計課経理班長        | 退職                                  |
| 15 | 眞鍋弘                 | 1989年04月01日 - 1990年07月31日                             | 陸上自衛隊会計監査隊 西部方面分遣隊長   | 第4師団司令部勤務                     |
| 16 | 井田賢治朗             | 1990年08月01日 - 1992年03月15日                             | 北部方面総監部総務部会計課長            | 北部方面会計隊長                      |
| 17 | 阿部勝                 | 1992年03月16日 - 1994年07月31日                             | 陸上幕僚監部監理部会計課 会計監査班長   | 北部方面会計隊長                      |
| 18 | 川上齊                 | 1994年08月01日 - 1997年03月31日                             | 陸上自衛隊武器補給処 調達会計部長       | 西部方面会計隊長                      |
| 19 | 大塚靖則               | 1997年04月01日 - 1998年12月01日                             | 陸上自衛隊関西地区補給処総務部長        | 退職（陸将補昇任）                    |
| 20 | 徳留和教               | 1998年12月01日 - 2001年03月31日                             | 北部方面総監部総務部会計課長            | 西部方面会計隊長                      |
| 21 | 平田常善               | 2001年04月01日 - 2004年03月22日                             | 西部方面総監部総務部会計課長            | 陸上自衛隊小平学校会計教育部長        |
| 22 | 長谷友敬               | 2004年03月23日 - 2006年08月03日                             | 陸上自衛隊補給統制本部勤務              | 陸上自衛隊中央会計隊副隊長            |
| 23 | 峯岸元紀               | 2006年08月04日 - 2009年03月23日                             | 陸上幕僚監部監理部会計課 会計監査班長   | 陸上自衛隊中央会計隊副隊長            |
| 24 | 上道英夫               | 2009年03月24日 - 2011年07月31日                             | 陸上幕僚監部監理部会計課 会計監査班長   | 陸上自衛隊補給統制本部 調達会計部長   |
| 25 | 山口道義               | 2011年08月01日 - 2014年07月31日                             | 陸上幕僚監部監理部会計課 会計監査班長   | 神町駐屯地業務隊長                    |
| 26 | 大野真                 | 2014年08月01日 - 2016年03月22日                             | 陸上幕僚監部人事部募集・援護課 総括班長 | 陸上幕僚監部監理部会計課長            |
| 27 | 中野智彦               | 2016年03月23日 - 2018年03月26日                             | 陸上自衛隊中央会計隊副隊長              | 陸上自衛隊教育訓練研究本部主任教官    |
| 28 | 清水和彦               | 2018年03月27日 - 2020年11月30日                             | 陸上幕僚監部監理部会計課総括班長        | 陸上自衛隊小平学校会計科部長          |
| 29 | 平向信吾               | 2020年12月01日 - 2023年07月31日                             | 陸上自衛隊小平学校総務部長              | 陸上自衛隊北海道補給処総務部長        |
| 30 | 河野誠司               | 2023年08月01日 -                                            | 陸上幕僚監部監理部会計課予算班長        |                                       |

## 主要装備
- 1/2tトラック／73式小型トラック
- 3 1/2tトラック／73式大型トラック
- 業務車1号
- 業務車4号
- 89式5.56mm小銃
- 9mm拳銃